# Randall Wallace
Randall Wallace, född 28 juli 1949 i Jackson, Tennessee, är en amerikansk filmregissör, producent, manusförfattare och låtskrivare. 
1996 nominerades Wallace till en Oscar för bästa originalmanus för Braveheart, han nominerades även till en Golden Globe för samma filmmanus. 2002 nominerades Wallace till den mindre smickrande Razzie Awards för sitt manus i filmen Pearl Harbor.

## Filmografi (urval)
- 1995 – Braveheart (manus)
- 1998 – Mannen med järnmasken (manus och produktion)
- 2001 – Pearl Harbor (manus och produktion)
- 2002 – We Were Soldiers (regi, manus och produktion)
- 2010 – Berättelsen om Secretariat (regi)